# Тренч'янська Тепла
Тренч'янська Тепла (словац. Trenčianska Teplá) — село, громада округу Тренчин, Тренчинський край. Кадастрова площа громади — 15.13 км².
Населення 4277 осіб (станом на 31 грудня 2020 року).
Протікає річка Тепличка.

## Історія
Тренч'янська Тепла згадується 1355 року.

## Населення
| Рік:            | 1994. | 2004.   | 2014.   | 2024.   |
| --------------- | ----- | ------- | ------- | ------- |
| Кількість осіб: | 3750  | 3933    | 4192    | 4162    |
| Різниця:        |       | +4,88 % | +6,58 % | -0,71 % |

| Рік:            | 2023. | 2024.   |
| --------------- | ----- | ------- |
| Кількість осіб: | 4190  | 4162    |
| Різниця:        |       | -0,66 % |